# Thanatus pygmaeus
Thanatus pygmaeus är en spindelart som beskrevs av Schmidt och Krause 1996. Thanatus pygmaeus ingår i släktet Thanatus och familjen snabblöparspindlar.
Artens utbredningsområde är Kanarieöarna. Inga underarter finns listade i Catalogue of Life.